# Kräutermayonnaise
Als Kräutermayonnaise bezeichnet man verschiedene Mischungen von Küchenkräutern und Mayonnaise.
Mayonnaise wird mit feingehackten grünen Kräutern gemischt, z. B. Dill, Estragon, Kerbel, Petersilie, Schnittlauch, Zitronenmelisse, anschließend wird sie mit Salz, weißem Pfeffer, Worcestersauce und Zitronensaft abgeschmeckt. Ebenso ist die Verwendung von Brunnenkresse und Sauerampfer üblich.
In der österreichischen Küche verwendet man außerdem Thymian und etwas Spinat. Zur Mayonnaise gibt man auch etwas Sahne bzw. Obers.